# Oxyopes zavattarii
Oxyopes zavattarii là một loài nhện trong họ Oxyopidae.
Loài này thuộc chi Oxyopes. Oxyopes zavattarii được Lodovico di Caporiacco miêu tả năm 1939.